# Murgbach (Walensee)
Der Murgbach, auch die Murg genannt, ist ein rund 13 Kilometer langer Fluss in den Schweizer Kantonen Glarus und St. Gallen, der das Murgtal in den Glarner Alpen durchfliesst und bei Murg in den Walensee mündet. Dabei entwässert er einen Teil des Sarganserlands. Er ist ein steiles, grosses Fliessgewässer der montanen, karbonatischen Alpennordflanke.

## Geographie

### Verlauf
Der Murgbach entspringt auf etwa 2230 m ü. M. im Gebiet Walenfessis unterhalb des Chli Höchs zwischen dem Heustock und dem Gufelstock knapp auf Glarner Boden. Nach kurzem Lauf tritt er auf St. Galler Boden über und nimmt zugleich im Loch mehrere kurze Quellbäche auf, ehe er ins Südufer des Ober Murgsees einmündet. Er verlässt den See beim Berggasthaus Murgsee an dessen Ostufer und mündet nach rund 130 Metern von Westen her in den Mittleren Murgsee. Diesen verlässt er ebenso im Osten und erreicht kurz darauf die Baumgrenze.
Er stürzt in einem Wasserfall eine grössere Talstufe hinunter und mündet kurz darauf in den Unter Murgsee. Der Flusslauf wird jetzt von starkem Strauch- und Baumbewuchs begleitet, der nur von einzelnen Alpweiden unterbrochen wird. In den Murgbach ergiessen sich nun unter anderen von rechts die Bäche Strickbach, Chüelaui sowie Chartalpbach, ehe er von links den etwas kleineren Gsponbach aus dem Mürtschental aufnimmt. Nach der Einmündung des Munzbachs sowie des Tobelwaldbachs erreicht der Murgbach die Ortschaft Murg der Gemeinde Quarten, wo er schliesslich auf 419 m ü. M. ins Südufer des Walensees mündet.

### Einzugsgebiet
Das 41,74 km² grosse Einzugsgebiet des Murgbachs liegt in den Glarner Alpen und wird durch ihn über die Linth, die Limmat, die Aare und den Rhein zur Nordsee entwässert.
Es besteht zu 33,1 % aus bestockter Fläche, zu 34,0 % aus Landwirtschaftsfläche, zu 0,4 % aus Siedlungsflächen und zu 32,5 % aus unproduktiven Flächen.
Flächenverteilung
Die mittlere Höhe des Einzugsgebietes beträgt 1739 m ü. M., die minimale liegt bei 418 m ü. M. und die maximale bei 2466 m ü. M.

### Zuflüsse
- Wasserbodenbach (rechts), 1,6 km, 0,75 km²
- Strickbach (rechts), 1,7 km, 1,32 km²
- Chüelaui (rechts), 2,3 km, 2,63 km²
- Chartalpbach (rechts), 2,2 km, 1,36 km²
- Gerstenlaui (links), 0,8 km
- Geisslauibach (rechts), 1,2 km
- Gsponbach (links), 6,9 km, 11,78 km², 1,11 m³/s
- Juxenlaui (rechts), 0,7 km
- Grosse Gandlaui (links)
- Schnabelruns (rechts), 0,9 l,
- Fuchslaui (links), 1,0 km
- Rotlaui (rechts), 1,9 km
- Diezenlaui (links), 1,0 km
- Munzbach (rechts), 2,9 km, 1,59 km²
- Tobelwaldbach (rechts), 4,6 km, 3,12 km²
- Schwendiruns (rechts), 0,5 km
- Wasserruns (rechts), 0,2 km
- Erzruns (rechts), 0,8 km

## Hydrologie
Bei der Mündung des Murgbachs in den Walensee beträgt seine modellierte mittlere Abflussmenge (MQ) 3,65 m³/s. Sein Abflussregimetyp ist nival alpin und seine Abflussvariabilität beträgt 18.